# Xian de Yanggu (Shandong)
Pour les articles homonymes, voir Yanggu.
Le xian de Yanggu (阳谷县 ; pinyin : Yánggǔ Xiàn) est un district administratif de la province du Shandong en Chine. Il est placé sous la juridiction de la ville-préfecture de Liaocheng.

## Démographie
La population du district était de 748 818 habitants en 1999.